# Jamie Wilson
Jamie Wilson (* 11. November 2003) ist ein englischer Snookerspieler aus Havant. 2020 qualifizierte er sich mit 16 Jahren als Profi für die Snooker Main Tour.

## Karriere
Der im südenglischen Havant lebende Jamie Wilson zeigte sich früh als begabter Snookerspieler, er bekam Training bei World-Snooker-Coach Tim Dunkley im benachbarten Portsmouth und erzielte mit 10 Jahren sein erstes 50er-Break. In der Südregion gehörte er zu den besten Spielern seines Jahrgangs und stand auch einmal im englischen U-14-Finale. Auf der nationalen Cuestars Gold Tour holte er in verschiedenen Altersklassen mehrere Siege. 2018 war er Kapitän von Englands zweiter U-16-Mannschaft bei den Home Internationals, der Meisterschaft der Britischen Inseln. Das Team holte den Titel mit ihm als bestem Spieler des Turniers. Im Jahr darauf qualifizierte er sich als 15-Jähriger für die englische U-21-Premier-Tour und das Top-16-Turnier der U-21-Meisterschaft.
Anfang 2020 trat Wilson beim internationalen WSF Junior Open an und kam immerhin unter die Letzten 32. Es war auch sein erstes Qualifikationsturnier für die World Snooker Tour. Im August nahm er erstmals an der Q School teil. Während er bei den ersten beiden Turnieren früh ausschied, gelang ihm im dritten Turnier ein Überraschungssieg gegen Noch-Profi Michael Georgiou mit 3:2. Danach besiegte er auch noch die Ex-Profis Dave Finbow und Fang Xiongman jeweils mit 4:3. Mit demselben Ergebnis besiegte er schließlich Haydon Pinhey im Entscheidungsspiel und gewann damit mit 16 Jahren als jüngster Spieler der Q School das Tourticket für die folgenden beiden Profispielzeiten.
Die Saison 2020/21 begann er mit einem Unentschieden gegen den Weltranglistenfünften Mark Allen in der ersten Gruppenrunde der Championship League. Bei den folgenden Ausscheidungsturnieren gab es aber ausschließlich Niederlagen. Erst beim zweiten Gruppenturnier, der WST Pro Series gelangen ihm die ersten Siege gegen Chen Zifan und Mark Joyce. Bei einem weiteren Sonderformat, dem Shoot-Out, zog er mit einem 1:0 über Lukas Kleckers erstmals in eine zweite Runde ein. Danach gelang ihm auch bei den letzten drei Turnieren jeweils ein Auftaktsieg, unter anderem zum Schluss bei der Weltmeisterschaft, wo er Barry Pinches mit 6:0 schlug.
Ganz ähnlich verlief seine zweite Profisaison. Erneut konnte er bei der Championship League immerhin ein Unentschieden erzielen, danach verlor er aber fast alle Spiele. Lediglich gegen Robert Milkins bei den English Open, gegen Reanne Evans bei den Gibraltar Open und gegen Jake Crofts bei der Weltmeisterschaft konnte er seine Auftaktspiele in der Qualifikation gewinnen. Am Saisonende verpasste er als 100. der Weltrangliste eine direkte Qualifikation für die nächste Saison deutlich. Da er auch bei der Q School 2022 in allen drei Events früh ausschied, wurde er im Sommer 2022 wieder Amateur.